# XVI Галски легион
Легион XVI Галика (Legio XVI Gallica) е римски легион, сформиран от Октавиан през 41 или 40 пр.н.е.. Прекратява съществуването си през 70 г. Символ на легиона е лъвът.

## Основаване
Сформирован е от Октавиан, за да участва в Сицилианската война против Секст Помпей през 41 или 40 пр.н.е.. Името Gallica („Галски“) получава най-вече защото войници за него се набират в Галия.

## Боен път
Легионът участва в сицилианската война. След поражението на Секст Помпей се намира в Италия до 31 пр.н.е., докато е преведен в Могунтиак (съвр. Майнц, Германия).
През 6 г. участва в състава на армиите, водени от Тиберий в похода срещу маркоманите.
През 9 г., след поражението в битката в Тевтобургската гора, бързо окупира Ара Убиор (съвр. Кьолн, Германия), за да предотврати въстание на германските племена в Белгика.
В 43 г., след като Клавдий взема част от войската, намираща се в Германия за своя британски поход, легиона е преведен в Нойс (Германия).
През 70 г., по време на батавското въстание, е в състава на силите, които се опитват да спасят V и XV легиони, обсадени в Ксантен (Германия). Операцията по спасяването на легионите се оказва неуспешна и двата легиона са унищожени.

## Разформироване
През същата 70 г. легионът е обсаден в Бон (Германия) заедно с Legio I Germanica и принуден да се предаде. В разлика от обсадата в Ксантен условията на предаването не са били нарушени и остатъците от легиона успяват да отидат при своите.
Веспасиан зачерква покрилият се с позор легион от списъка на армиите и от войниците, служили в него набира нов легион – XVI легион.